# Pater Ahlbrinck Stichting
De Pater Ahlbrinck Stichting (PAS), is een niet-gouvernementele organisatie, werkzaam in Suriname, en genoemd naar pater Willem Ahlbrinck. Zij werkt aan de verbetering van de situatie van de gemeenschappen van marrons en inheemsen in het Surinaamse binnenland door het verbeteren van gemeenschapsorganisaties en het leiderschap daarbinnen en het verhogen van de inkomsten via land- en bosbouwactiviteiten en toerisme in Suriname. De PAS voert diverse projecten uit, allemaal gericht op en bestemd voor de binnenlandbewoners, zowel in hun eigen woongebieden als in Paramaribo.